# Apricot Stone
„Apricot Stone“ (do češtiny přeloženo jako Meruňková pecka) je píseň Evy Rivas, se kterou reprezentovala Arménii na Eurovision Song Contest 2010 v norském Oslu. Píseň napsali dva významní skladatelé. Jedním z nich je Armen Martirosyan, jenž napsal píseň „Without Your Love“, kterou při debutové účasti Arménie zazpíval André. Druhým je Karen Kavaleryan, který již napsal písně do Eurovision Song Contest pro 5 různých zemí.

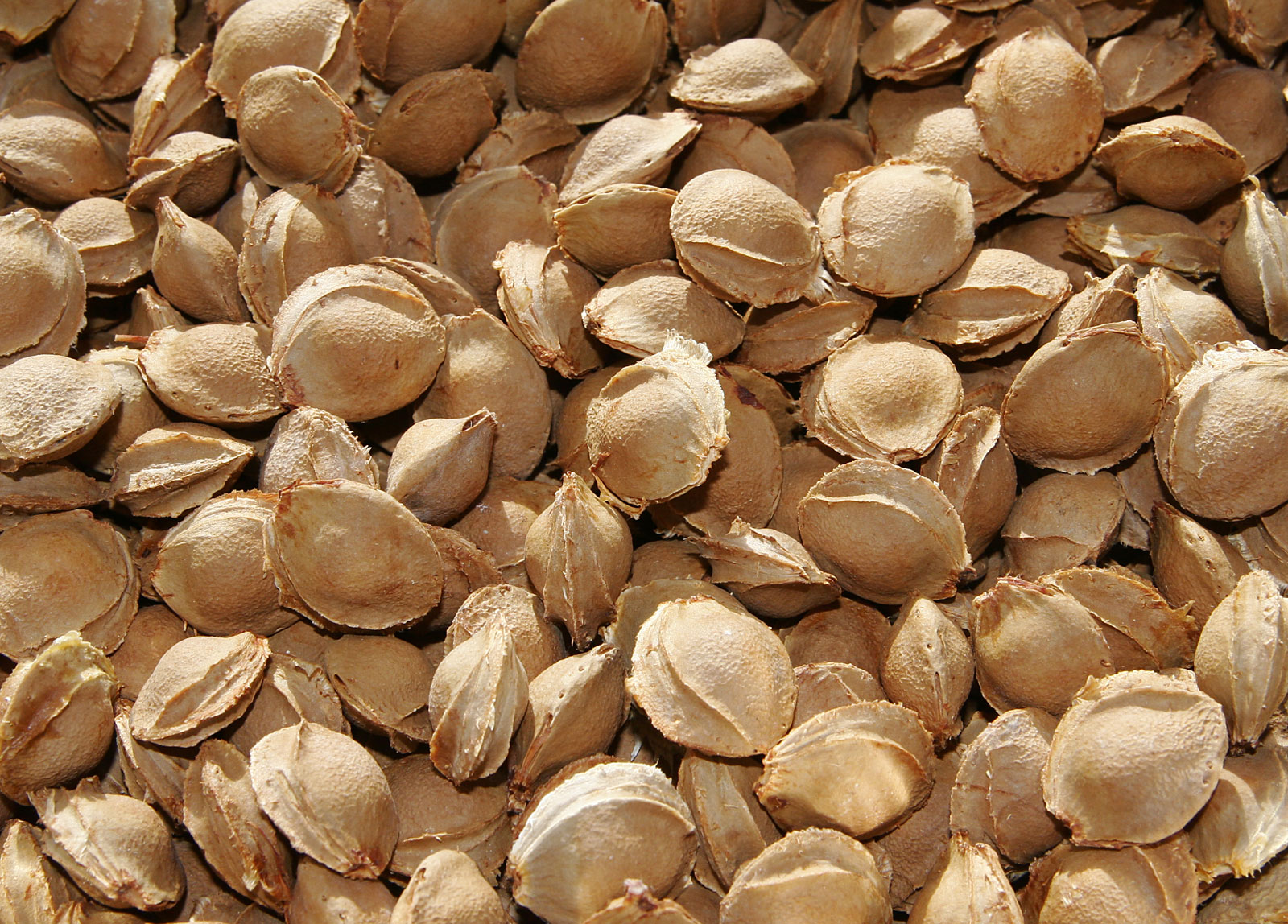
Apricot stone je jen jiné označení pro semeno meruňky

V písni se objevuje národní arménský hudební nástroj duduk, se kterým hrál slavný arménský hudebník Dživan Gasparjan, který byl jednou z nejstarších osob, které se kdy na Eurovision Song Contest objevily. Nástroj je tradičně vyráběn z meruňkového dřeva.
Meruňka je v Arménii známá již od dávných dob, kdy byla dlouho symbol země a Arménie byla nazvaná Vlastí meruněk. Někteří říkali, že má píseň politický podtext vztahující se k arménské genocidě.
V semifinále Eurovision Song Contest 2010 se skladba umístila na šestém místě a postoupila do finále, kde vystoupila jako 21. v pořadí a umístila se sedmá s celkovým počtem 141 bodů. Jedná se o jedno z nejlepší umístění Arménie na Eurovision Song Contest.

## Žebříčky
| Žebříček (2010)     | Nejvyšší umístění |
| ------------------- | ----------------- |
| Swiss Singles Chart | 54                |